# Општина Банешти (Прахова)
Банешти (рум. Băneşti) општина је у Румунији у округу Прахова.
Oпштина се налази на надморској висини од 389 m.